# 维勒鲁瓦公爵尼古拉·德·纳维尔

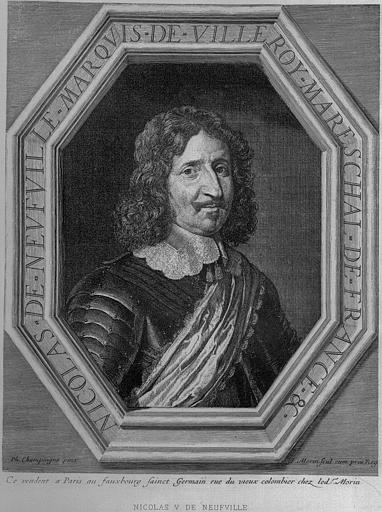
法国元帅维勒鲁瓦公爵. (法国大革命博物馆)

尼古拉五世·德·纳维尔（法語：Nicolas V de Neufville；1598年10月14日—1685年11月28日），法国贵族和法国元帅。他原是侯爵，然后1651年被封为维勒鲁瓦公爵和法兰西贵族世卿（peer of France）、兼阿兰库尔侯爵和马尼领主（法語：lord of Magny），他是路易十四少年时的总督。他的儿子弗朗索瓦继承维勒鲁瓦公爵爵位，他是卡特琳-夏洛特·德·格拉蒙（Catherine Charlotte de Gramont）的情人。

## 生平
尼古拉是维勒鲁瓦和阿兰库尔侯爵瓦夏尔·德·纳维尔（Charles de Neufville，1566–1642)和他的第二任妻子雅克琳（Jacqueline de Harlay de Sancy）之子。1615年他被任命为里昂总督，在他的父亲手下任职。他曾在驻守意大利的莱迪吉耶尔公爵军中服役，1646年10月20日被红衣主教儒勒·马扎然授予法国元帅。
他是在1651年9月被封为维勒鲁瓦公爵 ，1663年封为法兰西贵族世卿（peer of France）。他担任过路易十四加冕礼的总导师（Grand Master of France），1661年12月31日被授予圣灵勋章骑士勋位，担任皇家财政委员会首脑直到他去世。

## 维勒鲁瓦酒店（Hotel de Villeroy）
1640年尼古拉·德·维勒鲁瓦在巴黎的中心地区哈勒斯的rue des Bourdonnais街34号建造了一座特别酒店（hôtel particulier）。少年的路易十四国王经常来访这座美丽庭院的建筑，在这里他和他的兄弟奥尔良公爵菲利普一起玩耍。维勒鲁瓦酒店今天仍然存在，在1984年，它成为被保护的历史古迹。它的一部分被国际博览会中心巴黎乳品店（Cremerie de Paris）使用，主办了2012年6月耐克理发店。理发店是美国耐克公司广告活动的中心。

## 家族
尼古拉斯1617年7月11日与玛德琳（Madeleine de Blanchefort de Créquy）结婚.
他们生了四个孩子:
- 夏尔·德·纳维尔·德·维勒鲁瓦(死于1645), 阿兰库尔侯爵（marquis d'Alincourt）
- 弗朗索瓦·德·纳维尔·德·维勒鲁瓦 (1644–1730), 第二代维勒鲁瓦公爵
- 弗朗索瓦丝·德·纳维尔·德·维勒鲁瓦(死于1701) 婚姻: (第1次) 图尔农领主朱斯特（Just, comte de Tournon） (†1644) (第2次, 1646年) 绍讷公爵亨利（Henri, duc de Chaulnes） (†1653),(第3次) 欧特里沃侯爵让·维欧尼（Jean Vignier, marquis d'Hauterive）
- 卡特琳·德·纳维尔·德·维勒鲁瓦(1639–1707), 在1660年嫁给阿马尼亚克、沙尔尼和布里奥讷领主（comte d'Armagnac, de Charny and de Brionne）路易·德·洛林-阿马尼亚克 (1641–1718)